# لاتویاس گاز
لاتویاس گاز (به لتونیایی: Latvijas Gāze) شرکت گاز لتونیایی است، که در زمینه واردات، انتقال، ذخیره‌سازی، توزیع و فروش گاز طبیعی فعالیت می‌کند. شرکت لاتویاس گاز در سال ۱۹۹۱ تأسیس شد.
این شرکت انحصار فروش گاز را در کشور لتونی در اختیار دارد. بزرگترین سهام‌داران شرکت لاتویاس گاز عبارتند از: شرکت ا.آن (۴۷٪)، گازپروم (۳۴٪)، یونیپر (۱۸٪) و شرکت ایترا-لاتویا (۱۶٪). بخشی از سهام شرکت لاتویاس گاز در بازار بورس نزدک نوردیک معامله می‌شود.